# Бланкенберге
Бланкенберге (нидерл. Blankenberge) — город в Бельгии, в провинции Западная Фландрия, расположенный на побережье Северного моря. К достопримечательностям наряду с причалом для яхт (бывший рыбацкий порт) относится пирс. На береговом трамвае можно добраться до всех бельгийских населённых пунктов, расположенных на побережье. С июня по август на пляже проходит ежегодный фестиваль песчаных скульптур.

## Галерея

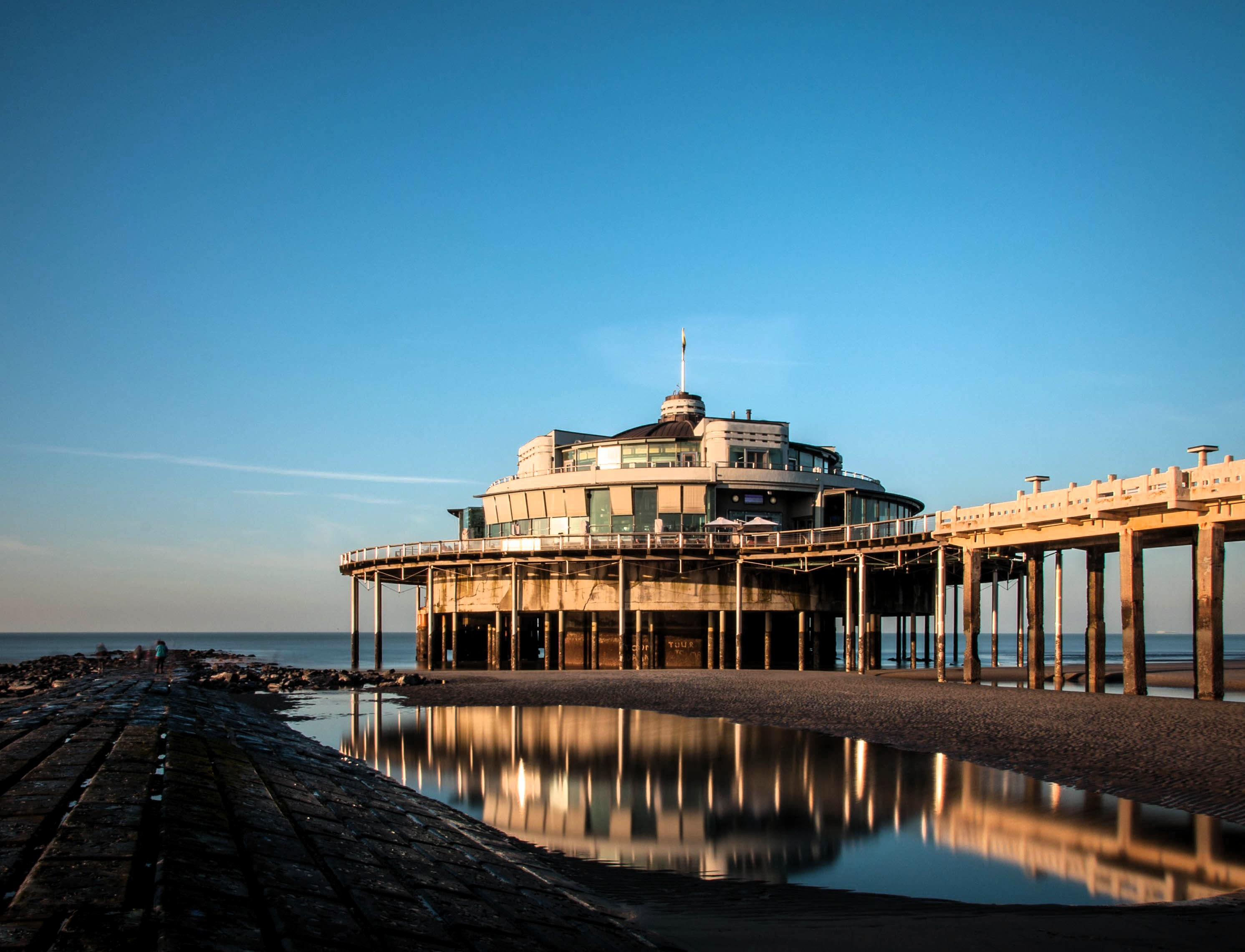
«Бельгийский пирс»
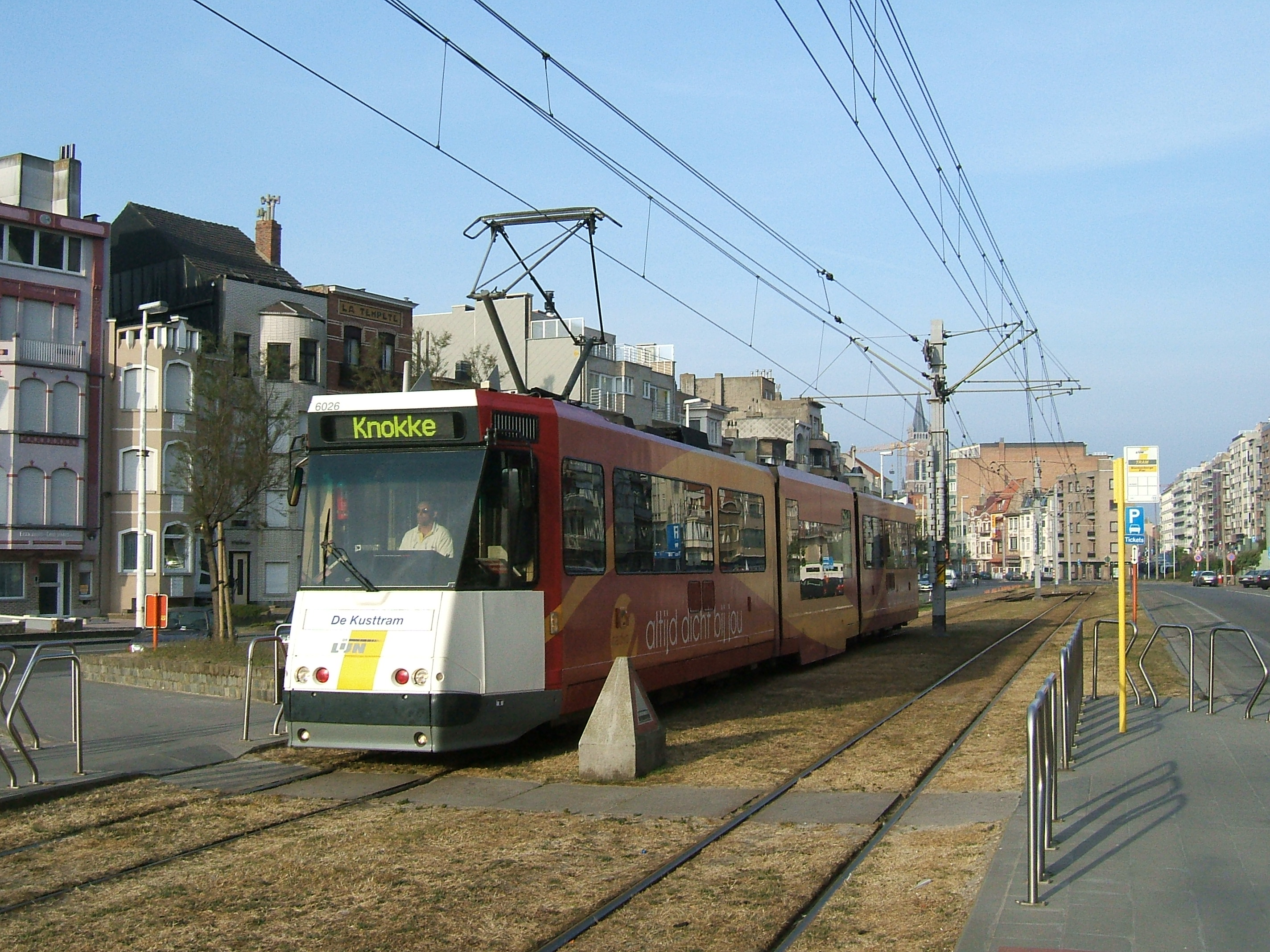
Прибрежный трамвай
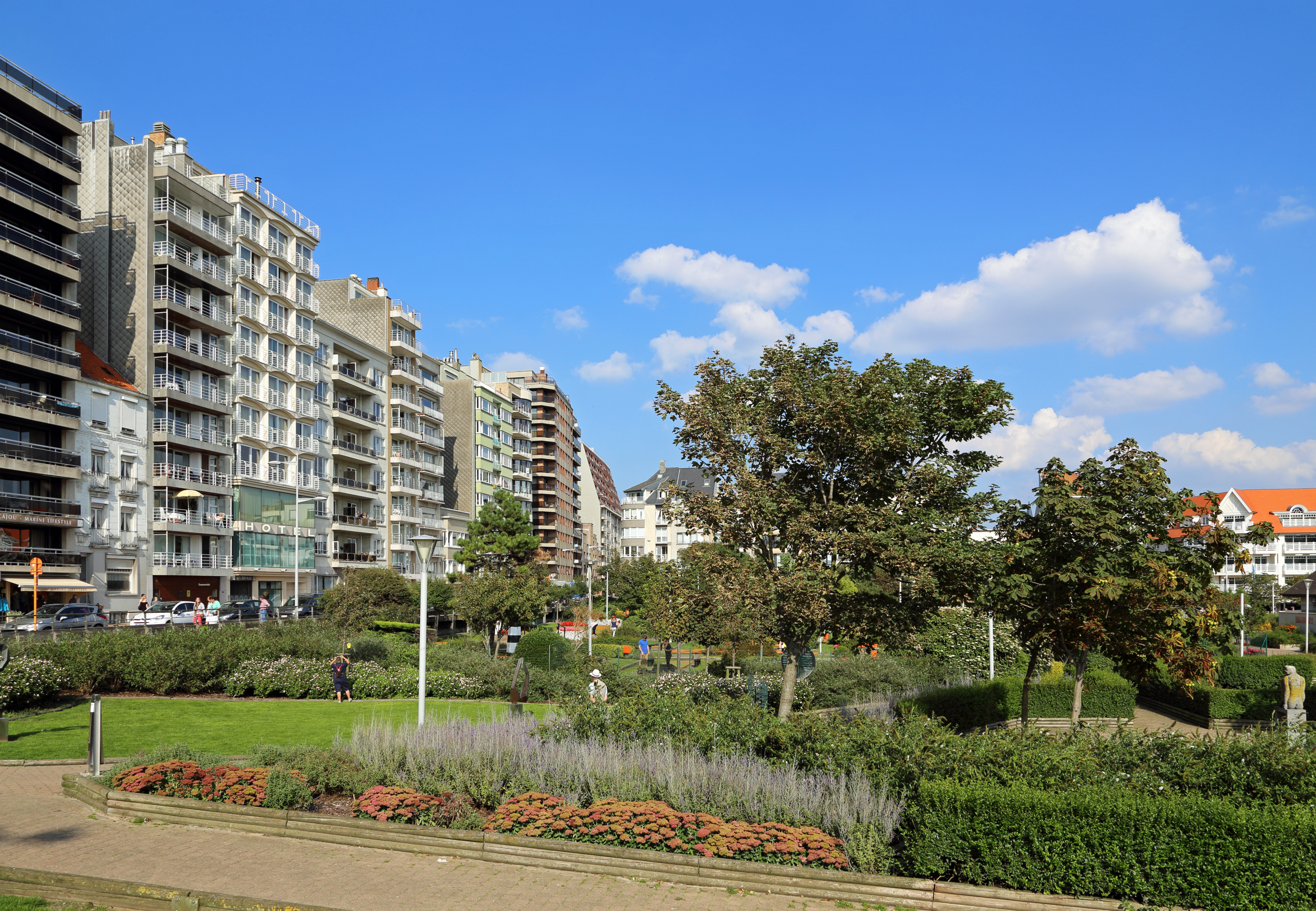
Парк Леопольда